# Dringlichkeitszeichen der Wehrmacht

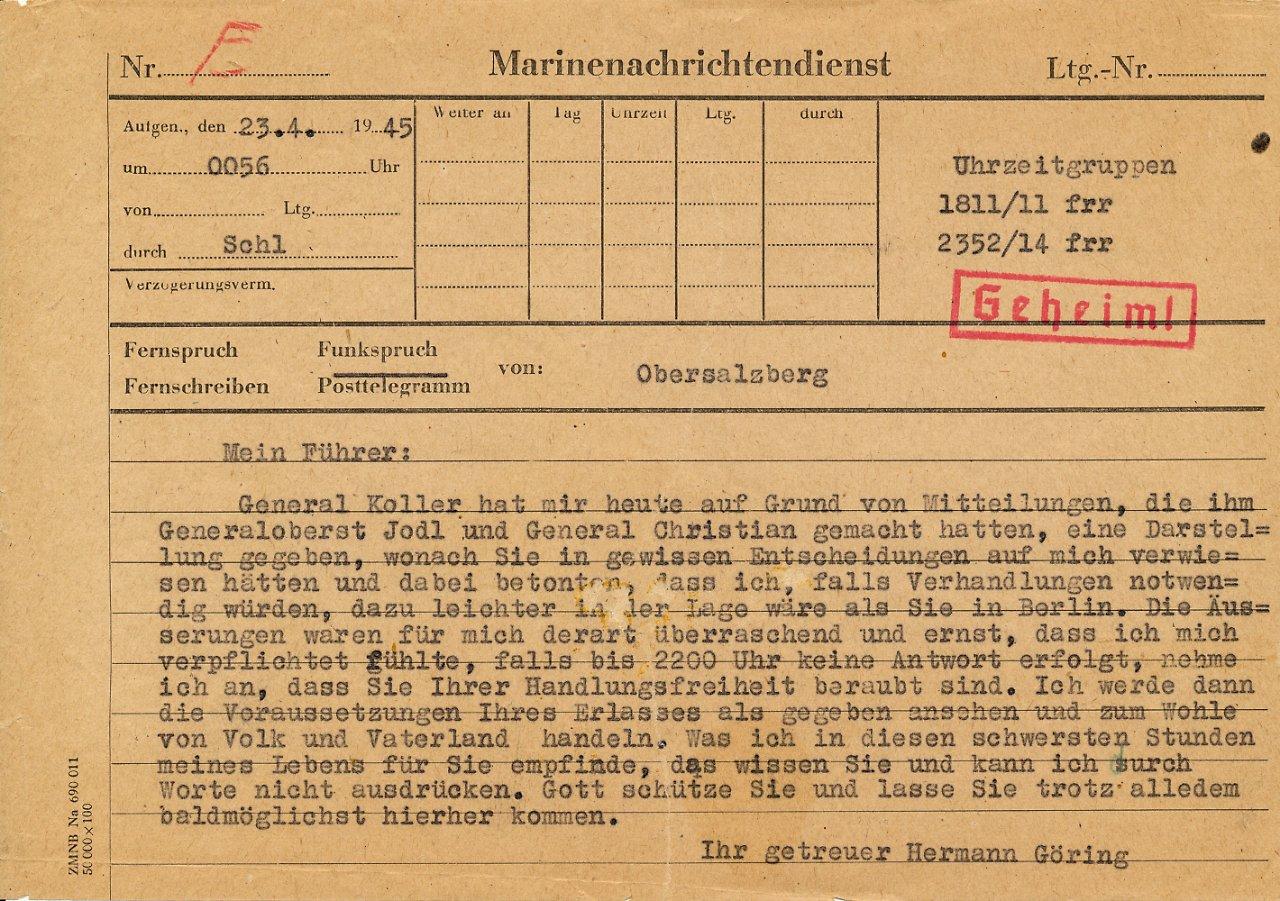
Auf diesem Telegramm ist oben rechts neben den „Uhrzeitgruppen“ das Dringlichkeitszeichen „frr“ zu sehen

Dringlichkeitszeichen der Wehrmacht waren Vermerke, welche auf Spruchzetteln verwendet wurden, um im militärischen Funkverkehr den Grad der Dringlichkeit einer Meldung zu kennzeichnen.
Insbesondere Heer und Luftwaffe unterschieden bei ihren Funksprüchen, beispielsweise bei den mit der Rotor-Schlüsselmaschine Enigma I verschlüsselten oder bei Fernschreibverbindungen zwischen den folgenden Stufen:
- FRR – Höchste Dringlichkeit – Meldung für den „Führer“
- KR-Blitz – Kriegsnotmeldung
- KR – Kriegsnotmeldung
- SSD – „sehr sehr dringend“
- „ohne Dringl.-Zeichen“

In den Funkspruch-Formularen („Schlüsselzetteln“) war als Teil des Spruchkopfes eine Zeile „Vermerke“ oder ein Feld „Dringlichkeits-Vermerk“ vorgesehen. Hier war bei Bedarf das Dringlichkeitszeichen einzutragen. Es wurde als Teil des Funktelegramms (FT) unverschlüsselt und zumeist im Morsecode übertragen. Das Kürzel KR ist hierbei aufgrund seines auffälligen Klangbildes −·− ·−· besonders deutlich zu verstehen (ähnlich wie SOS).